# Горячёв, Сергей Борисович
Сергей Борисович Горячёв (22 марта 1960, Москва — 19 ноября 2011, там же) — советский и российский тележурналист, телеведущий, директор Дирекции информационных программ ОРТ, позже — «Первого канала» (2000—2004).

## Биография
Сергей Горячёв родился 22 марта 1960 года в Москве.

### Образование
В 1982 году закончил МГПИИЯ имени Мориса Тореза — английский и испанский языки.

### Карьера
Работа в штаб-квартире советской политической цензуры Главлита СССР (Главного управления по охране государственных тайн в печати при Совете Министров) редактором.
С 1985 года — редактор на Иновещании, в отделе вещания на США и Канаду, где работал вместе с Владимиром Познером и Михаилом Таратутой.
Далее — заместитель руководителя отдела вещания на США и Канаду (Иновещание). Работал в международном отделе программы «Время», ведущим программы «Утро».
С 1993 по 1998 год — заведующий корреспондентским пунктом ИТА РГТРК «Останкино», затем ЗАО «ОРТ» в США.
С мая 1998 года — заместитель главного продюсера Дирекции информационных программ ОАО «ОРТ».
С декабря 1999 года — советник Дирекции информационных программ ОАО «ОРТ».
С февраля по сентябрь 2000 года работал заместителем председателя ВГТРК Олега Добродеева.
С сентября 2000 по ноябрь 2004 года — заместитель генерального директора ОАО «ОРТ», затем — ОАО «Первый канал». Состоял в должности директора Дирекции информационных программ ОРТ (с сентября 2002 года — «Первого канала»). Сменил на занимаемом посту Татьяну Кошкарёву. Покинул занимаемую должность после назначения на пост Кирилла Клеймёнова в связи с «переходом на другую работу».

### Смерть
Скоропостижно скончался в ночь на 19 ноября 2011 года на 52-м году жизни от болезни. Панихида проходила в храме Успения Пресвятой богородицы.
Похоронен в Москве на Востряковском кладбище.